# Musikhochschule Lübeck

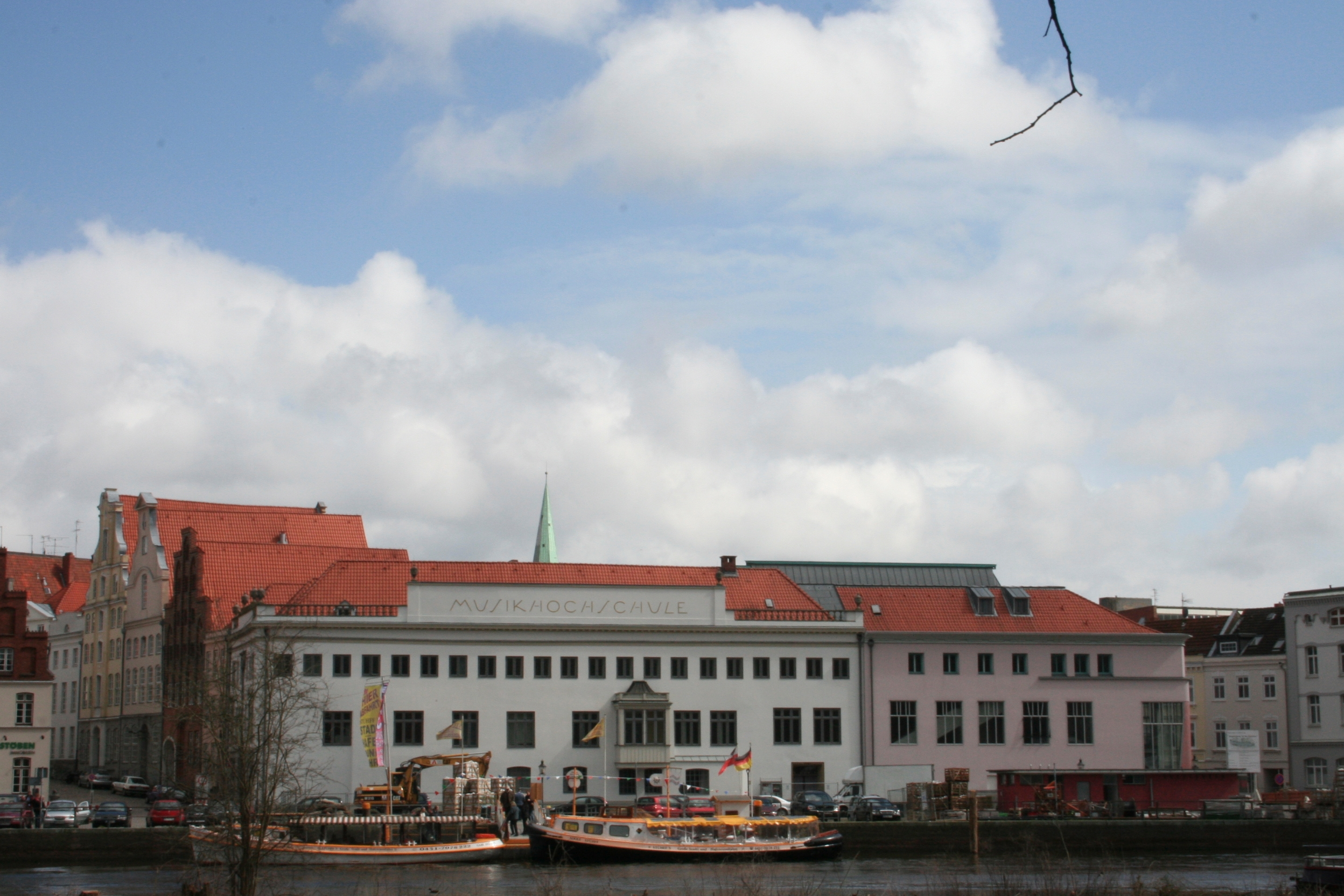
Musikhochschule

A Musikhochschule Lübeck em Lübeck, Alemanha, é o único conservatório de música no estado de Schleswig-Holstein. O conservatório está na área de Patrimônio Mundial da Cidade Hanseática de Lübeck. Tendo sido fundado em 1973, sua tradição remonta a 1911. O conservatório conta com cerca de 500 estudantes.